# Список фатальных инцидентов чемпионата мира по ралли
Смертельные аварии на этапах чемпионата мира по ралли происходили неоднократно, также как и в других дисциплинах автоспорта. Большинство моторных видов спорта всегда были сопряжены с повышенным риском для жизни прежде всего гонщиков, но также и зрителей, персонала команд и организаторов соревнований. 
Первый смертельный инцидент произошёл в мировом первенстве в 1974 году, последний - в 2023-м. В отличие от чемпионата мира Формулы-1, где с каждым десятилетием количество смертельных случаев неуклонно уменьшалось, в раллийном чемпионате пик фатальных аварий пришёлся на вторую половину 1980-х годов. После серии тяжёлых аварий 1985-1986 годов со смертельными исходами как среди гонщиков, так и среди зрителей, ФИА решила запретить сверхмощные и опасные в управлении автомобили группы B. Уже через несколько часов после гибели Хенри Тойвонена на Ралли Корсики 1986 года президент Международной автомобильной федерации Жан-Мари Балестр объявил, что автомобилям группы B будет запрещено участвовать в сезоне 1987 года. Несмотря на это количество несчастных случаев не уменьшалось вплоть до начала 1990-х. Самым тяжелым считается 1989 год, когда в первых трёх ралли погибло пять гонщиков (из них только один во время соревнования, двое - во время разведки и ещё двое находились в качестве зрителей).

## Список фатальных инцидентов
| Имя                  | Амплуа  | Дата инцидента   | Гонка                | Автомобиль             |          |
| -------------------- | ------- | ---------------- | -------------------- | ---------------------- | -------- |
| Сеппо Ямса           | Штурман | 2 августа 1974   | Ралли Финляндии      | Morris Mini 850        | Ралли    |
| Дон Дэли             | Штурман | 27 ноября 1976   | Ралли Великобритании | Saab 99 EMS            | Ралли    |
| Томас Фукс           | Пилот   | 14 августа 1982  | Ралли Бразилии       | Fiat 147               | Ралли    |
| Рейо Найгрен         | Штурман | 26 августа 1983  | Ралли Финляндии      | Ford Escort RS         | Ралли    |
| Аттилио Беттега      | Пилот   | 2 мая 1985       | Ралли Корсики        | Lancia 037 Rally       | Ралли    |
| Хенри Тойвонен       | Пилот   | 2 мая 1986       | Ралли Корсики        | Lancia Delta S4        | Ралли    |
| Серджио Кресто       | Штурман | 2 мая 1986       | Ралли Корсики        | Lancia Delta S4        | Ралли    |
| Мишель Вайдер        | Штурман | 31 мая 1986      | Ралли Германии       | Ford RS200             | Ралли    |
| Жан-Мишель Арженти   | Штурман | 7 мая 1987       | Ралли Корсики        | Peugeot 205 GTI        | Ралли    |
| Жан-Марк Дюбо        | Пилот   | 11 октября 1988  | Ралли Сан-Ремо       | Citroën AX Sport       | Ралли    |
| Робер Монье          | Штурман | 11 октября 1988  | Ралли Сан-Ремо       | Citroën AX Sport       | Ралли    |
| Жорж Миньот          | Пилот   | 2 января 1989    | Ралли Швеции         | Volkswagen Golf        | Разведка |
| Бернар де Лату       | Штурман | 2 января 1989    | Ралли Швеции         | Volkswagen Golf        | Разведка |
| Ларс-Эрик Торф       | Пилот   | 23 января 1989   | Ралли Монте-Карло    | Lancia Delta Integrale | Ралли    |
| Бертил-Рун Ренфельдт | Штурман | 23 января 1989   | Ралли Монте-Карло    | Lancia Delta Integrale | Ралли    |
| Августо Мендес       | Пилот   | 1 марта 1989     | Ралли Португалии     | Opel Kadett GSI        | Ралли    |
| Френсис Малаусен     | Штурман | 22 января 1990   | Ралли Монте-Карло    | Renault 5 GT Turbo     | Ралли    |
| Роджер Фрит          | Штурман | 18 сентября 1993 | Ралли Австралии      | Subaru Legacy RS       | Ралли    |
| Майкл Парк           | Штурман | 18 сентября 2005 | Ралли Великобритании | Peugeot 307 WRC        | Ралли    |
| Йорг Бастук          | Штурман | 24 марта 2006    | Ралли Испании        | Citroën C2 Super 1600  | Ралли    |
| Крейг Брин           | Пилот   | 13 апреля 2023   | Ралли Хорватии       | Hyundai i20 N Rally1   | Тесты    |